# Église San Martino de Burano
Pour les articles homonymes, voir Église San Martino.
La San Martino est une église catholique située à Burano, une île située au nord la lagune de Venise, en Italie.

## Localisation
L'église San Martino est située sur l'îlot principal de l'île sur la piazza Baldassare Galuppi, au sud-est de l'île.

## Histoire
L'actuelle cathédrale San Martino ne fut jadis pas le seul édifice religieux. Chaque quartier de Burano eut son églises et monastère propre. Les plus anciens furent l'église et le monastère de San Mauro, érigés entre 888 et 912, sous le doge Pietro Tribuno; en 1347 furent érigés l'église et le monastère des SS. Cipriano e Cornelio;  en 1488, l'église et le monastère de San Vito et en 1533 l'église des Capuccine et le monastère de Santa Maria delle Grazie. Ce dernier devint siège du Conseil de Quartier de Burano, tandis que les autres furent tous détruits.
Après l'an 1000, l'église paroissiale de Burano devint celle de Saint Martin, évêque de Tours. Reconstruite plusieurs fois, elle a pris son aspect actuel entre 1500 et 1600 et fut consacrée en 1645 par l'évêque de Torcello Marco Antonio Martinengo.
En 1867, la nef centrale croulante fut rénovée en conservant toutefois l'ancienne architecture. En 1874, ce fut au tour des nefs latérales et de la croix centrale du transept. 
En 1913, un incendie détruisit le plafond de la nef principale et l'orgue historique, qui fut remplacé par l'actuel, avec plus de 2 000 tuyaux, produit par la maison Mascioni de Cuvio.

## Description

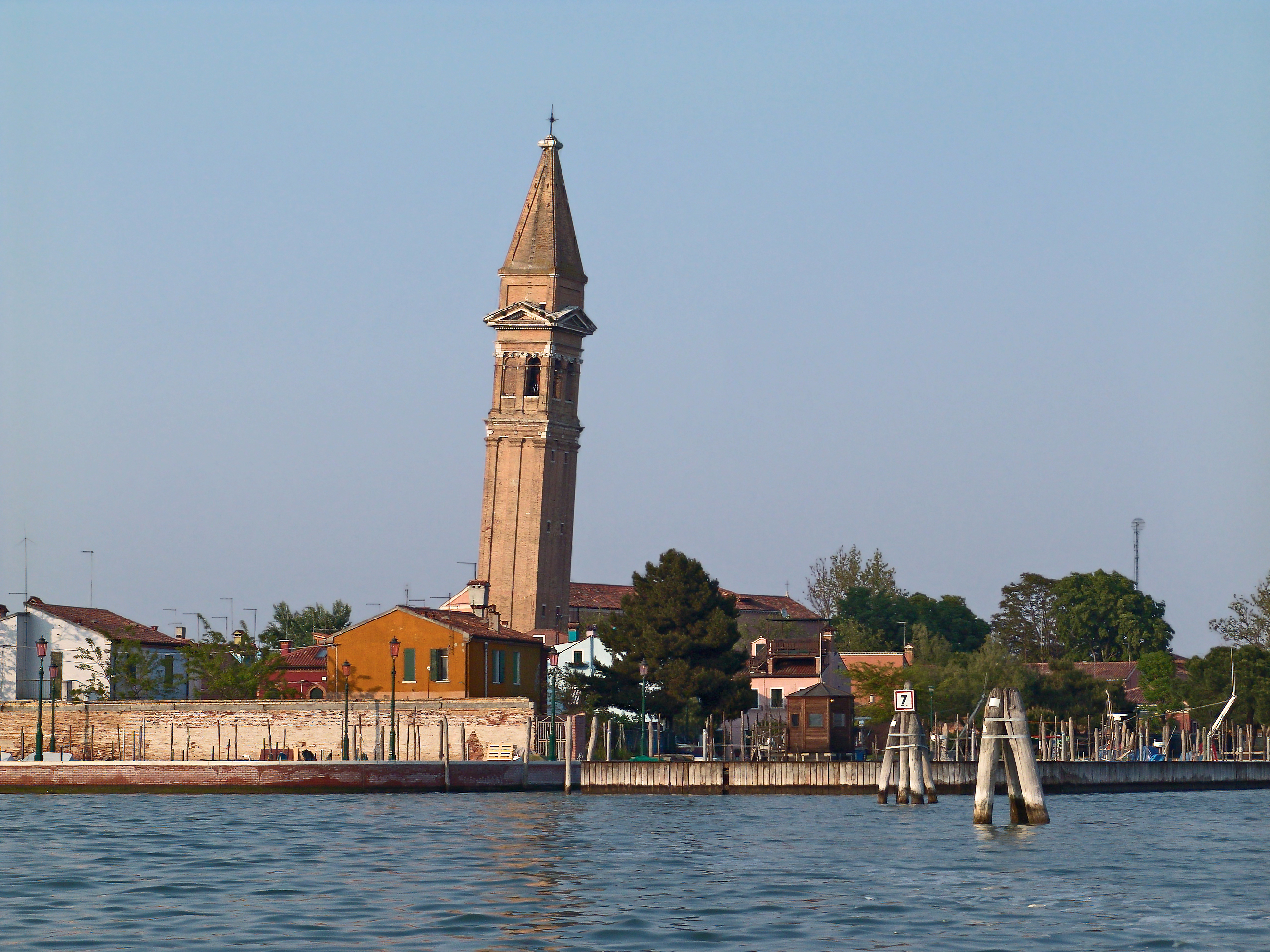
Le campanile très incliné

L'église manque d'entrée principale; on entre par une porte latérale de la Renaissance, voisine de la Chapelle de Sainte Barbara. L'entrée est constituée par un vaste hall avec statue de la Sainte Vierge, attribuée à Girolamo Bonazza (XVIIIe siècle). L'intérieur, en style baroque lombard, forme une croix latine, avec trois nefs, se terminant en chapelle, divisés par des piliers néoclassiques soutenant des arcs à ordre plein et finissant en chapiteaux de style corinthien; le pavage est à pierres carrées rouges et blanches. La nef centrale, presbytère et chœur ensemble sont longs de 47 mètres et le plafond est en forme de tonneau, sauf la partie centrale. Le maître-autel est orné de six colonnettes élégantes de marbre rouge de France et de quatre de marbre oriental ancien. Construit en 1673, il a la forme d'un grand tabernacle de style baroque avec au sommet la statue en bronze du Christ Ressuscité. Aux côtés, se trouvent les statues de Sant'Albano et San Martino, deux œuvres de Girolamo Bonazza.
L'intérieur de l'église possède une fresque de Giambattista Tiepolo représentant la crucifixion de Jésus-Christ et datant de 1725. Le peintre et le commanditaire de l'œuvre sont représentés dans des médaillons en bas de la fresque. Un tableau d'Antonio Zanchi, datant de 1690, décrit un miracle de saint-Albain : selon la légende, les eaux auraient poussé jusque-là une sorte de sarcophage que les pêcheurs ne réussirent pas à soulever. À la surprise générale, les enfants y parvinrent. Lorsqu'on l'ouvrit, on découvrit les reliques de saint-Albain, de saint-Dominique et de saint-Ours de Burano, qui furent portées en procession à travers l'île.
Construit au XVIIe siècle, le campanile de San Martino, de section carrée et terminé par une flèche, mesure 53 m de haut. Du fait d'un affaissement du terrain, il est très nettement incliné, son sommet étant écarté de sa base (avec côté de 6,20 m) de 1,83 m. 
La cime du clocher a toujours été surmontée par un ange, tombé en 1867 pendant un orage; il y a maintenant une croix de fer à sa place.

## Œuvres
- Miracle de Saint-Antoine, école vénitienne, XVIIe siècle ;
- Saint-Antoine en prière avec entre les bras l'Enfant Jésus, Alessandro Pomi de Mestre (1945) ;
- L'adoration des bergers, Francesco Fontebasso, élève de Sebastiano Ricci (1732) ;
- Statue de Saint-Joseph en bois de Val Gardena ;
- Jésus donnant la communion à des enfants en bateau, portique du sculpteur local Remigio Barbare ;
- Jésus offrant son propre cœur à l'amour des fidèles, Gino Borsato (1944) ;
- la Fuite en Égypte, l'Adoration des Mages, le Mariage de la Vierge, Giovanni Mansueti (XVe siècle) ou  Vittore Carpaccio et Gentile Bellini ;
- l'Assomption de la Vierge, école vénitienne, XVIIIe siècle;
- icône de la Sainte Vierge de Kazan (XIXe siècle) ;
- Addolorata, Nicola Grassi (XVIIIe siècle) ;
- le Christ Soutenu par un Ange, Antonio Zanchi, XVIIIe siècle ;
- Saint-Marc en Trône entre les Saints Vito, Benedetto, Nicola et Lorenzo (provenant de l'église de San Vito), Girolamo da Santa Croce (1541)
- Sant'Albano entre Saint Dominique et Sant'Orso, Bernardino Prudenti (1638) ;
- Recapés des Naufrages, Girolamo Brusaferro (1684) ;
- Le Miracle des Garçons qui Tirent à la Terre le Sarcophage, Antonio Zanchi (1690).
- Le martyre de Saint-Aubin, école vénitienne du XVIIe siècle ;
- la Sainte Vierge du Chapelet, du sculpteur Vincenzo Cadorin (1917).
- la Crucifixion, Giambattista Tiepolo (1725).